# Arrondissement de Krefeld
L'arrondissement de Krefeld est une ancienne subdivision administrative française du département de la Roer créée le 17 février 1800 et supprimée le 11 avril 1814.

## Composition
Il comprenait les cantons de Brüggen, Erkelenz, Kempen, Krefeld, Moers, Neersen, Neuss, Odenkirchen, Rheinberg, Uerdingen et Viersen.

## Liens
« L'almanach impérial pour l'année 1810 - Chapitre X : Organisation administrative »